# Brussels Cycling Classic 2019
La 99.ª edición de la clásica ciclista Brussels Cycling Classic fue una carrera en Bélgica que se celebró el 7 de septiembre de 2019 sobre un recorrido de 189,4 kilómetros con inicio y final en la ciudad de Bruselas.
La carrera formó parte del UCI Europe Tour 2019, dentro de la categoría 1.HC. El vencedor fue el australiano Caleb Ewan del Lotto Soudal seguido del alemán Pascal Ackermann del Bora-Hansgrohe y el belga Jasper Philipsen del UAE Emirates.

## Equipos participantes
Tomaron parte en la carrera 26 equipos: 9 de categoría UCI WorldTeam; 15 de categoría Profesional Continental; y 1 de categoría Continental. Formando así un pelotón de 174 ciclistas de los que acabaron 155. Los equipos participantes fueron:
| WorldTeams (9)- Bora-hansgrohe - Deceuninck-Quick Step - Lotto Soudal - AG2R La Mondiale - Astana - Groupama-FDJ - Mitchelton-Scott - Trek-Segafredo - UAE Team Emirates Equipos continentales profesionales (15)- Cofidis, Solutions Crédits - Corendon-Circus - Sport Vlaanderen-Baloise - Gazprom-RusVelo - Israel Cycling Academy - Neri Sottoli-Selle Italia-KTM - Nippo Vini Fantini Faizanè - Roompot-Charles - Delko-Marseille Provence - Arkéa-Samsic - Total Direct Énergie - Team Novo Nordisk - Vital Concept-B&B Hotels - Wallonie Bruxelles - Wanty-Groupe Gobert Equipo continental- Development Team Sunweb |
| |

## Clasificación final
- Las clasificaciones finalizaron de la siguiente forma:[4]

| \| Clasificación general \| Clasificación general \| Clasificación general \| Clasificación general \| Clasificación general \| \| Ciclista \| Ciclista \| Equipo \| Tiempo \| \| \| --------------------- \| --------------------- \| --------------------- \| --------------------- \| --------------------- \| |          |        |        |
| |          |        |        |
| Fuente: ProCyclingStats |          |        |        |
| Clasificación general |          |        |        |
| Ciclista | Ciclista | Equipo | Tiempo |

## UCI World Ranking
La Brussels Cycling Classic otorgó puntos para el UCI Europe Tour 2019 y el UCI World Ranking, este último para corredores de los equipos en las categorías UCI WorldTeam, Profesional Continental y Equipos Continentales. Las siguientes tablas son el baremo de puntuación y los 10 corredores que obtuvieron más puntos:
| Posición              | 1.º | 2.º | 3.º | 4.º | 5.º | 6.º | 7.º | 8.º | 9.º | 10.º | 11.º | 12.º | 13.º | 14.º | 15.º | 16.º-30.º | 31.º-40.º |
| Clasificación general | 200 | 150 | 125 | 100 | 85  | 70  | 60  | 50  | 40  | 35   | 30   | 25   | 20   | 15   | 10   | 5         | 3         |

| Clasificación |                     |                          |         |
| Posición      | Ciclista            | Equipo                   | General |
| ------------- | ------------------- | ------------------------ | ------- |
| 1.º           | Caleb Ewan          | Lotto Soudal             | 200     |
| 2.º           | Pascal Ackermann    | Bora-Hansgrohe           | 150     |
| 3.º           | Jasper Philipsen    | UAE Emirates             | 125     |
| 4.º           | Davide Ballerini    | Astana                   | 100     |
| 5.º           | Jasper Stuyven      | Trek-Segafredo           | 85      |
| 6.º           | Arnaud Démare       | Groupama-FDJ             | 70      |
| 7.º           | Alexander Kristoff  | UAE Emirates             | 60      |
| 8.º           | Amaury Capiot       | Sport Vlaanderen-Baloise | 50      |
| 9.º           | Baptiste Planckaert | Wallonie Bruxelles       | 40      |
| 10.º          | Kaden Groves        | Mitchelton-Scott         | 35      |